# Agneta Prytz
Ingrid Agneta Prytz Folke, född Prytz den 5 december 1916 i Göteborg, död 4 juli 2008 på Lidingö, var en svensk skådespelare och dansare. Hon var dotter till industrimannen och diplomaten Björn Prytz.

## Biografi

### Från balettskola i London till debut på teatern
Agneta Prytz studerade i slutet av 1930-talet dans vid Kurt Jooss balettskola i Darlington i England där hon även träffade och blev vän med en annan av Joos elever: Birgit Cullberg. En karriär i utlandet var inte omöjlig för den som hade begåvning och ambition. Men i och med Andra världskrigets utbrott 1939 åkte de båda hem till Sverige och bildade en dansgrupp tillsammans med Else Fisher.
Prytz debuterade i baletten hos Karl Gerhard i revyn Gullregn med premiär i juli 1940 på Folkan i Stockholm. Det kom att bli Gerhards största succé och gav den unga Prytz och de andra i ensemblen arbete i nio månader. Men vid det laget ville Gerhard göra något annat än revy och satte upp det franska lustspelet Kokottskolan av Paul Armont. Prytz fick sin första talroll: August och blev på så sätt kvar på Folkan ytterligare en tid. I ensemblen fanns också Sonja Wigert och Alf Kjellin.

### På scener runt om i landet
Efter att en tid ha varit engagerad i revyn Kar de Mummas ofullbordade på Blancheteatern återvände Prytz 1942 till hemstaden Göteborg för att sätta upp en egen revy på gamla Folkan såg låg invid Lorensbergsparken. Men teatern brann ner före premiären så uppsättningen flyttades i all hast till Stenhammarsalen i Göteborgs konserthus. Revyn döptes därför till Ur askan i elden. Stadsteaterchefen Torsten Hammarén såg revyn och anställde henne för rollen som Kaj i Herbert Grevenius pjäs Som folk är mest på Göteborgs stadsteater.
Under fyrtiotalet varvade hon genrerna som med Kar de Mummas sällskapsresa på Blancheteatern 1947 där hon spelade med storheter som Tollie Zellman, Douglas Håge och Hjördis Petterson och i teaterns nästa giv: Gustaf Hellströms komedi Han träffas inte här delade hon istället scen med Ernst Eklund och Esther Roeck Hansen.
Prytz kom att tillbringa drygt tjugo säsonger av sin skådespelarkarriär i ensemblen vid Malmö stadsteater men hennes första roll på Malmöscenen var som gäst i Vilhelm Mobergs drama Vår ofödde son, 1945. Hon återkom 1948 som ensemblemedlem med rollen som Karin Månsdotter i Strindbergs Gustav Vasa. Det var första gången hon arbetade med regissören Gösta Folke, som hon gifte sig med 1947. Men hon hade då redan medverkat i hans långfilm Maria, producerad av Sandrews. De följdes av Folkes filmer På dessa skuldror (1948) och Stora Hoparegränd och himmelriket (1949).
På stadsteatern gjorde hon stora roller i den klassiska repertoaren som Beatrice i Shakespeares Mycket väsen för ingenting och Belisa i Järnvattnet i Madrid av Lope de Vega. Men Prytz var som bäst i 1900-talskomedier och hon kreerade på hösten 1950 för första gången vad som skulle komma att bli en paradroll - och som hon återkom till både i Uppsala och Stockholm - Eloïse de Kestournel i komedin Markisinnan av Noël Coward.

### Upsala-Gävle stadsteater
Gösta Folke utnämndes till chef för den Upsala-Gävle stadsteater som 1951 som startade sin verksamhet i de båda städerna, med spelplatserna Folkets hus i Uppsala och Gävle teater. Prytz följde med maken och medverkade i invigningsprogrammet: komedin Fyra krigares kärlek (The Love of Four Colonels) av Peter Ustinov. I den framträdde nästan hela den första ensemblen, däribland Hans Strååt, Fylgia Zadig, Jan-Erik Lindqvist, Kerstin Rabe, Ingvar Kjellson och Meta Velander.
Prytz återkom till Cowards Markisinnan redan den första säsongen men gjorde utöver det under åren fram till 1957 en räcka betydande roller som Indras dotter i Strindbergs Ett drömspel, Patty i komedin med samma namn av Herbert F. Hugh, Katarina i Shakespeares Så tuktas en argbigga mot Jan-Olof Strandberg som Petrucchio, Dorine i Tartuffe av Molière, Mor Åse i Ibsens Peer Gynt. Amanda Wingfield i Glasmenageriet av Tennessee Williams, Billie Dawn i Garson Kanins Född i går och Sjörövar-Jenny i Tolvskillingsoperan av Bertolt Brecht.
Hon spelade på Intima Teatern och Lilla Teatern i Stockholm 1957–1961 och ansågs vara en av Sveriges främsta komedienner.

### 1960- och 1970-talet på Malmö stadsteater
Gösta Folke blev chef för Malmö stadsteater 1960 och Prytz anslöt till ensemblen året efter och stannade till 1977. En av hennes första succéer var som den självcentrerade Julia Lambert i Sauvajons komedi Primadonna som Folke satte upp i januari 1962 med Carl-Åke Eriksson som moatjé.
Därpå följde roller som Lady Teazle i Richard Sheridans Skandalskolan, Martha mot Olof Bergströms George i Albees Vem är rädd för Virginia Woolf?, Lady Bracknell i Wildes Mister Earnest.
1971 gjorde hon städerskan Mrs Piper i Jack Popplewells kriminalkomedi Skulle det dyka upp flera lik är det bara å ringa! som Stig Ossian Ericson satte upp på Lilla teatern i Stockholm, med Fylgia Zadig, Brita Billsten och Thomas Ungewitter med flera.
När hon återvände till Malmö spelade hon Mary Tyrone i Lång dags färd mot natt av Eugene O'Neill och Martha Brewster i Arsenik och gamla spetsar.

### Pensionären Prytz
Agmeta Prytz återkom som gäst till Malmö stadstetaer våren 1981 för rollen i Farmor och vår herre med Tove Waltenburg som Frida, Lars Humble som Nathan medan Göte Fyjring och Emy Storm var Axel och Emma. John Zacharias gästspelade som Gavenstein. Eva Sköld svarade för iscensättningen.
1985 gästspelade hon på Stockholms stadsteater som Mrs Beckoff i Harvey Fiersteins Arnold med Krister Henriksson i titelrollen.

### Övrigt
Hon är begravd på Lidingö kyrkogård.

## Filmografi i urval
- 1947 – Försummad av sin fru
- 1947 – En fluga gör ingen sommar
- 1947 – Maria
- 1947 – Konsten att älska
- 1948 – På dessa skuldror
- 1948 – Loffe på luffen
- 1949 – Människors rike
- 1949 – Stora Hoparegränd och himmelriket
- 1959 – Enslingen i blåsväder
- 1961 – Ljuvlig är sommarnatten
- 1962 – Vaxdockan
- 1963 – Kvarteret Korpen
- 1965 – Festivitetssalongen
- 1970 – Ann och Eve – de erotiska
- 1971 – Utvandrarna
- 1972 – Klara Lust
- 1972 – Nybyggarna
- 1973 – Smutsiga fingrar
- 1974 – Vita nejlikan eller Den barmhärtige sybariten
- 1977 – Bang!
- 1978 – Picassos äventyr
- 1979 – Repmånad
- 1980 – Hålet
- 1980 – Sverige åt svenskarna
- 1985 – Svindlande affärer
- 1985 – Pelle Svanslös i Amerikatt (röst)
- 1991 – Oxen
- 1993 – Pojkdrömmar
- 1995 – Man kan alltid fiska
- 1995 – Vi skulle ju bli lyckliga...

### TV-produktioner
- 1962 – Gisslan
- 1963 – Societetshuset (TV-serie)
- 1964 – Mollusken
- 1965 – En historia till fredag (TV-serie)
- 1966 – Jungfruleken
- 1967 – Moderskärlek
- 1968 – Monsieur Barnett
- 1969 – Annajanska
- 1973 – Kvartetten som sprängdes (TV-serie)
- 1975 – Tjocka släkten (TV-serie)
- 1981 – Skärp dig, älskling! (TV-serie)
- 1986 – Kulla-Gulla (TV-serie)
- 1987 – Titties salong (TV-serie)
- 1987 – Hästens öga (TV-serie)
- 1992 – Kejsarn av Portugallien
- 1994 – Utmaningen
- 1995 – Anmäld försvunnen (TV-serie)

## Teater

### Roller (ej komplett)
| År   | Roll                            | Produktion                                                                                         | Regi                 | Teater                        |
| ---- | ------------------------------- | -------------------------------------------------------------------------------------------------- | -------------------- | ----------------------------- |
| 1942 | Kaj                             | Som folk är mest Herbert Grevenius                                                                 | Lars-Levi Laestadius | Göteborgs stadsteater         |
| 1947 | Medverkande                     | Kar de Mummas sällskapsresa, revy Kar de Mumma                                                     | Hjördis Petterson    | Blancheteatern                |
| 1947 | Ingrid Larsson                  | Han träffas inte här Gustaf Hellström                                                              | Ernst Eklund         | Blancheteatern                |
| 1955 |                                 | Vox humana (La Voix humaine) Jean Cocteau                                                          | Lars Barringer       | Upsala-Gävle stadsteater      |
| 1955 | Mor Åse                         | Peer Gynt Henrik Ibsen                                                                             |                      | Upsala-Gävle stadsteater      |
| 1958 |                                 | Arsenik och gamla spetsar Joseph Kesselring                                                        | Olof Thunberg        | Intiman                       |
| 1958 | Clarissa Hailsham-Brown         | Spindelnätet (The Spider's Web) Agatha Christie                                                    | Gösta Cederlund      | Lilla Teatern                 |
| 1958 | Madame Arcati                   | Min fru går igen (Blithe Spirit) Noël Coward                                                       | Frank Sundström      | Lilla Teatern                 |
| 1959 | Madame Arcati                   | Min fru går igen (Blithe Spirit) Noël Coward                                                       | Frank Sundström      | Malmö stadsteater             |
| 1959 | Fru Barnier                     | Oscar Claude Magnier                                                                               | Gösta Folke          | Folkparksturné/ Lilla Teatern |
| 1960 | Julia Lambert                   | Primadonna (Adorable Julia) Marc-Gilbert Sauvajon                                                  | Gösta Folke          | Lilla Teatern                 |
| 1961 | Josefa Lantheanay               | Tokan (L'Idiote) Marcel Achard                                                                     | Tom Dan-Bergman      | Lilla Teatern                 |
| 1963 |                                 | Den inbillade sjuke (Le Malade imaginaire) Molière                                                 | Hans Abramson        | Malmö stadsteater             |
| 1964 |                                 | Körsbärsträdgården (Вишнёвый сад, Visjnjovyj sad ) Anton Tjechov                                   | Josef Halfen         | Malmö stadsteater             |
| 1965 |                                 | Victor eller den lille avslöjaren (Victor ou les Enfants au pouvoir) Roger Vitrac                  | Sandro Malmquist     | Malmö stadsteater             |
| 1965 |                                 | Barfota i parken Neil Simon                                                                        | Åke Engfeldt         | Malmö stadsteater             |
| 1966 |                                 | Aldrig i livet Jack Popplewell                                                                     | Gösta Folke          | Malmö stadsteater             |
| 1966 |                                 | Det blåser i sassafrasträdet eller Rödskinn och råskinn och Det lilla praktskjutet René de Obaldia |                      | Malmö stadsteater             |
| 1968 | Golde                           | Spelman på taket Joseph Stein, Jerry Bock och Sheldon Harnick                                      | Pierre Fränckel      | Malmö stadsteater             |
| 1970 | Charlotte Betty Irène Georgette | I hjärtat av Paris (Quatre pièces sur jardin) Pierre Barillet och Jean-Pierre Gredy                | Stig Ossian Ericson  | Lilla teatern                 |
| 1971 | Mrs Piper                       | Skulle det dyka upp fler lik är det bara å ringa Jack Popplewell                                   | Stig Ossian Ericson  | Lilla teatern                 |
| 1976 |                                 | Arsenik och gamla spetsar Joseph Kesselring                                                        | Andris Blekte        | Malmö stadsteater             |
| 1985 | Mrs Beckoff                     | Arnold Harvey Fierstein                                                                            | Jan Maagaard         | Stockholms stadsteater        |
| 1988 |                                 | Det stannar i familjen Ray Cooney                                                                  | Brian Howard         | Folkan                        |